# Kosowe Pole (miasto)
Kosowe Pole (alb. Fushë Kosovë, Fushë Kosova; serb. Косово Поље, Kosovo Polje) – miasto w środkowym Kosowie, 8 kilometrów na południowy zachód od Prisztiny, w kotlinie Kosowe Pole, siedziba administracyjna gminy Kosowe Pole. W 2011 roku liczyło ok. 13 tys. mieszkańców.

## Demografia
Według danych ze spisu powszechnego 2011 miasto liczyło 12 919 mieszkańców. Skład etniczny przedstawiał się następująco:
- Albańczycy – 12 295 (95,17%)
- Aszkalijczycy – 353 (2,73%)
- Egipcjanie Bałkańscy – 79 (0,61%)
- Serbowie – 48 (0,37%)
- Turcy – 42 (0,33%)
- Romowie – 30 (0,23%)
- Boszniacy – 18 (0,14%)
- Gorańcy – 15 (0,12%)
- narodowość nieznana – 9 (0,07%)
- niezadeklarowani – 3 (0,02%)